# 明光院昌子
明光院 昌子（みょうこういん まさこ、1983年3月14日 - ）は、日本の女性ローカルタレント、ラジオパーソナリティー。山口県美祢市出身。パインズ所属。

## 人物
- 福岡スクールオブミュージック専門学校卒業。
- 身長160cm、血液型はA型。
- RKBラジオのスナッピーキャスタードライバーを勤めていた（33期生）。
- 現在はRKBラジオのリポーターを中心に活躍している。

## エピソード
- 趣味は魚釣り、ドライブ[1]。

## 出演
RKBラジオ
- エンタメバラエティ THE☆ヒット情報
- ウエスト思い出散歩道リポート
- 開店! ウメ子食堂
- 安藤豊オトナの学校
- はっちゃけ！